# Birira
Birira est une commune rurale située dans le département de Djigoué de la province du Poni dans la région Sud-Ouest au Burkina Faso.

## Santé et éducation
Le centre de soins le plus proche de Birira est le centre de santé et de promotion sociale (CSPS) de Djigoué tandis que le centre médical avec antenne chirurgicale (CMA) de la province se trouve à Gaoua.